# Famille Robert de Lézardière
La famille Robert de Lézardière est une famille française subsistante originaire du Poitou. 
Elle a été maintenue noble en 1697 sur preuves de 1465 et appartient donc à la noblesse d'extraction.

## Membres notables de la famille
- Claude-Gilbert Robert de la Salle-Lézardière (1696 - ), gouverneur pour le roi du château de la Chaume et de la ville des Sables ;
- Louis-Jacques-Gilbert Robert de Lézardière (Poiroux, 12 décembre 1725 - Nantes, 2 juin 1802), héberge l'abbé Edgeworth durant la Révolution ;
- Charles-Christophe-Aimé Robert de Lézardière de La Salle (19 janvier 1728 - ), maréchal de camp ;
- Pauline de Lézardière (château de la Vérie, 25 mars 1754 - château de la Proustière, 8 février 1835), historienne ;
- Marie-Louise Robert de Lézardière (1758-1834), rachète l'abbaye Notre-Dame de Bois-Grolland (Poiroux) pour y fonder une école de jeunes filles avec sa sœur Gilberte ; elle rentre chez les Ursulines en 1805 sous le nom de sœur Sainte-Angéle et devient supérieure des Ursulines de Luçon en 1815[1] ;
- Jacques-Paul Toussaint Robert de Lézardière (1761 - 1794), officier de marine, contre-révolutionnaire, condamné à mort par le tribunal révolutionnaire ;
- Joseph-Alexis Robert de Lézardière (Challans, 20 août 1765 - Nantes, 11 avril 1858), officier à l'armée des princes, député ultraroyaliste de la Vendée de 1815 à 1816 ;
- Sylvestre-Joachim Robert de Lézardière (9 juillet 1767 - 1794), officier de marine, contre-révolutionnaire, condamné à mort par le tribunal révolutionnaire ;
- Jacques-Augustin Robert de Lézardière (Challans, 27 novembre 1768 - 2 septembre 1792), diacre, martyr de la Révolution, bienheureux ;
- Charles de Lézardière (château de la Proustière, 1er mai 1777 - château de la Proustière, 31 octobre 1866), militaire, aide de camp de Charette, député de la Vendée de 1824 à 1827, préfet de la Mayenne de 1828 à 1830, député de la Mayenne en 1830, président du Conseil général de la Vendée de 1848 à 1849 ;
- Théodore Robert de Lézardière, maire de Saint-Jean-de-Monts de 1849 à 1856 ;
- Paul de Lézardière, maire de Poiroux, conseiller général du canton de Talmont-Saint-Hilaire de 1945 à 1967 ;
- Aymar de Lézardière (1917 - 1995), artiste-peintre.

### Galerie de portraits

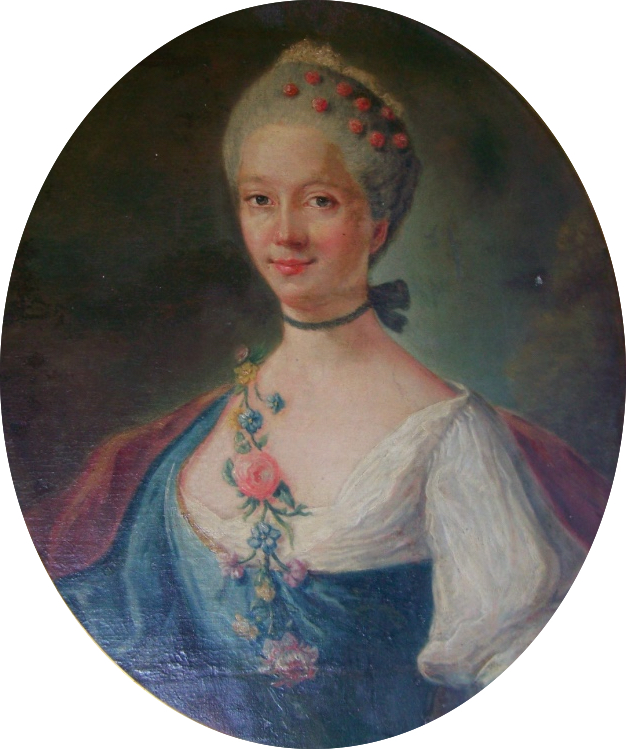
Portrait de Mme de Lézardière, née Marie-Jeanne Babaud de la Chaussade.
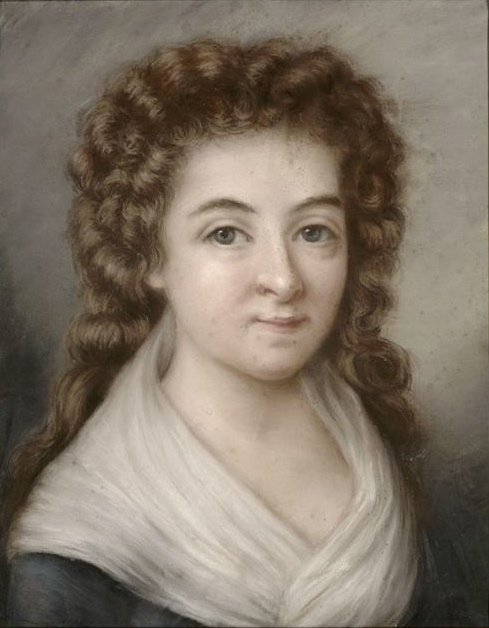
Portrait de Pauline de Lézardière (1754-1835).
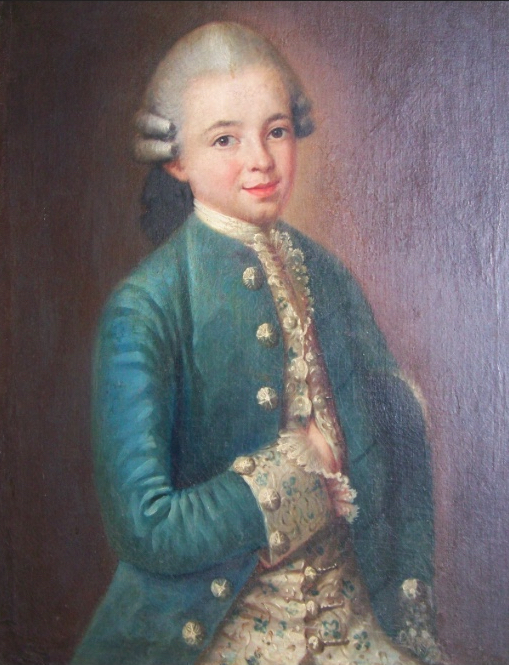
Portrait de Jacques-Paul Toussaint Robert de Lézardière.
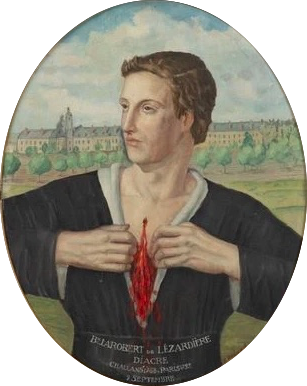
Portrait de Jacques-Augustin Robert de Lézardière.
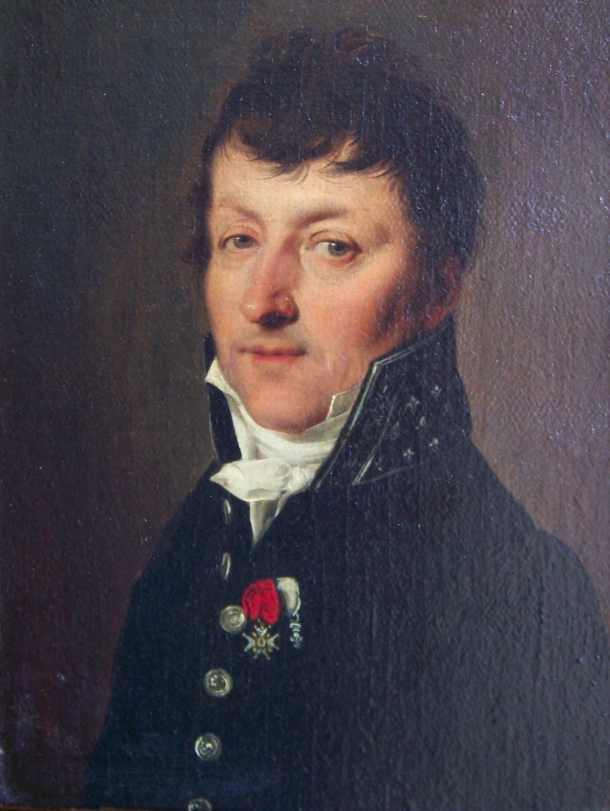
Portrait de Joseph-Alexis Robert de Lézardière.

### Alliances notables
La famille Robert de Lézardière s'est alliée notamment aux : Poictevin du Plessis-Landry, de La Rochefoucauld, du Chaffault, Jousseaume de La Bretesche, Bouhier de La Vérie, Babaud de La Chaussade, de Saisseval, Dupuy d'Angeac, de Maynard, Haudos de Possesse, Morisson de La Bassetière, Mame, de Rochechouart de Mortemart, Berlier de Vauplane ,Babinet.

## Châteaux & hôtels
- Château de la Vérie, à Challans
- Château de la Proustière, à Poiroux
- Château de Garnaud, à Poiroux
- Château de la Motte-Glain, à La Chapelle-Glain

## Armoiries
La famille Robert de Lézardière porte D'argent à trois quintaines de gueules